# Trois Hommes dans un bateau (film, 1956)
Pour le roman, voir Trois Hommes dans un bateau.
Pour plus de détails, voir Fiche technique et Distribution.
Trois Hommes dans un bateau (Three Men in a Boat) est un film britannique réalisé par Ken Annakin, sorti en 1956, adaptation du roman de Jerome K. Jerome.

## Synopsis
Trois amis entreprennent un voyage sur la Tamise...

## Fiche technique
- Titre : Trois Hommes dans un bateau
- Titre original : Three Men in a Boat
- Réalisation : Ken Annakin
- Scénario : Hubert Gregg et Vernon Harris d'après le roman de Jerome K. Jerome
- Production : Jack Clayton
- Photographie : Eric Cross
- Montage : Ralph Kemplen
- Pays d'origine : Royaume-Uni
- Format : Couleurs - 2,35:1 - Mono - 35 mm
- Genre : Comédie
- Durée : 84 minutes
- Date de sortie :
  - Royaume-Uni : 25 décembre 1956
  - France : 10 juillet 1957

## Distribution
- Laurence Harvey : George
- Jimmy Edwards : Harris
- David Tomlinson : J
- Shirley Eaton : Sophie Clutterbuck
- Lisa Gastoni : Primrose Porterhouse
- Jill Ireland : Bluebell Porterhouse
- Adrienne Corri : Clara Willis
- Martita Hunt : Mrs. Willis
- Ernest Thesiger : 3rd old gentleman
- Norman Rossington : Boy Lover
- Miles Malleson : Baskcomb
- Christian Duvaleix : Pianiste
- George Woodbridge : Policier